# 5433 Kairen
5433 Kairen eller 1988 VZ2 är en asteroid i huvudbältet, som upptäcktes den 10 november 1988 av den japanske amatörastronomen Takuo Kojima i Chiyoda. Den är uppkallad efter segelbåten Kairen, med vilken Kyōko Imakiire seglade jorden runt, mellan 1991 och 1992.
Asteroiden har en diameter på ungefär 8 kilometer.